# Metropolis (canción)
«Metropolis» es una canción del disc jockey y productor francés David Guetta, con la colaboración del disc jockey y productor holandés Nicky Romero. Fue lanzado como sencillo promocional en formato digital el 11 de abril de 2012. Este es la primera sencillo de Guetta con su propio sello discográfico, Jack Back Records. La canción fue lanzada como el tercer sencillo de la reedición del álbum de David Guetta, Nothing but the Beat 2.0. La canción fue escrita y producida por David Guetta, Giorgio Tuinfort y Nicky Romero.

## Formatos
| Descarga digital |                             |          |  |
| N.º              | Título                      | Duración |  |
| 1.               | «Metropolis» (Original Mix) | 6:13     |  |
| 2.               | «Metropolis» (Radio Edit)   | 3:10     |  |

## Posición en listas
| País    | Lista (2012) | Mejor posición | Ref.  |
| ------- | ------------ | -------------- | ----- |
| Francia | SNEP         | 41             | [ 2 ] |